# Peggy DeVos
Peggy DeVos (ur. 11 października 1979 w Kamloops) – kanadyjska wioślarka.

## Osiągnięcia
- Mistrzostwa Świata – Eton 2006 – czwórka podwójna – 7. miejsce[1].
- Mistrzostwa Świata – Poznań 2009 – ósemka – 6. miejsce[1].